# هارولد ك. أتكينسون
هارولد ك. أتكينسون هو سياسي كندي، ولد في 27 مارس 1900 في شيربروك في كندا، وتوفي في 1977. نشط حزبياً في الجمعية الليبرالية لنيو برونزويك ‏. وقد انتخب عضو الجمعية التشريعية لنيو برونزويك ‏.